# Högs kyrka, Skåne
Högs kyrka är en kyrkobyggnad i Hög. Den tillhör Löddebygdens församling i Lunds stift.

## Kyrkobyggnaden
Kyrkan består av ett romanskt långhus med lägre och smalare kor med absid, samt ett västtorn.
Kyrkans äldsta delar härstammar från slutet av 1100-talet. Välvningen genomfördes relativt tidigt, redan under andra hälften av 1200-talet. 
1842 genomfördes en ombyggnad av tornet efter Jacob Wilhelm Gerss ritningar. 1891 tillbyggdes en korsarm i norr. 
Åren 1957-1958 tog man fram korets kalkmålningar. De hänförs till den så kallade Everlövsgruppen och dateras till 1400-talets slut. Troligen har måleriet längs bågar och ribbor tillkommit redan på 1200-talet.

## Inventarier
- Altaruppsatsen är snidad av bonad ek och härstammar antagligen från 1590-talet, medan altaranordningen är från 1891.
- På altaret står ett krucifix av mässing med figurer i silver. Det är tillverkat i Wien 1953.
- Predikstolen av snidad och bonad ek var tidigare målad men avlutades 1891. Den är troligen tillverkad 1583, då den numera försvunna baldakinen uppgav detta årtal.
- Dopfunten är av sandsten och har en närmast cylindrisk urholkning. På skålens utsida finns fyra bevingade gestalter, uthuggna i hög relief. De antas föreställa de fyra evangelisterna. Funten är troligen från 1100-talets mitt.
- Dopfatet är av mässing och dateras till 1600-talets slut, medan kyrkans nattvardssilver bär årtalet 1641.
- En kalkduk från 1763 är uppmonterad i en ram.
- Krucifixet på norra väggen i tillbyggnaden är från 1725.

### Orgel
- 1891 byggde Rasmus Nilsson, Malmö en orgel med 9 stämmor.
- Den nuvarande orgeln byggdes 1947 av A. Mårtenssons Orgelfabrik AB, Lund och är en pneuamtisk orgel. Den har fria och fasta kombinationer. Den har även automatisk pedalväxling. Fasaden är från 1891 års orgel.

| Manual I      | Manual II           | Pedal      | Koppel   |
| Principal 8´  | Rörflöjt 8´         | Subbas 16´ | I/P      |
| Gedackt 8'    | Fugara 8'           | Oktava 8´  | II/P     |
| Oktava 4'     | Voix céleste 8'     |            | II/I     |
| Flöjt 4'      | Gemshorn 4'         |            | II 16'/I |
| Mixtur 3 chor | Flautino 2'         |            | II 4'/I  |
|               | Sesquialtera 2 chor |            | II 4'/P  |

## Galleri
Invändigt Högs kyrka i augusti 2013:

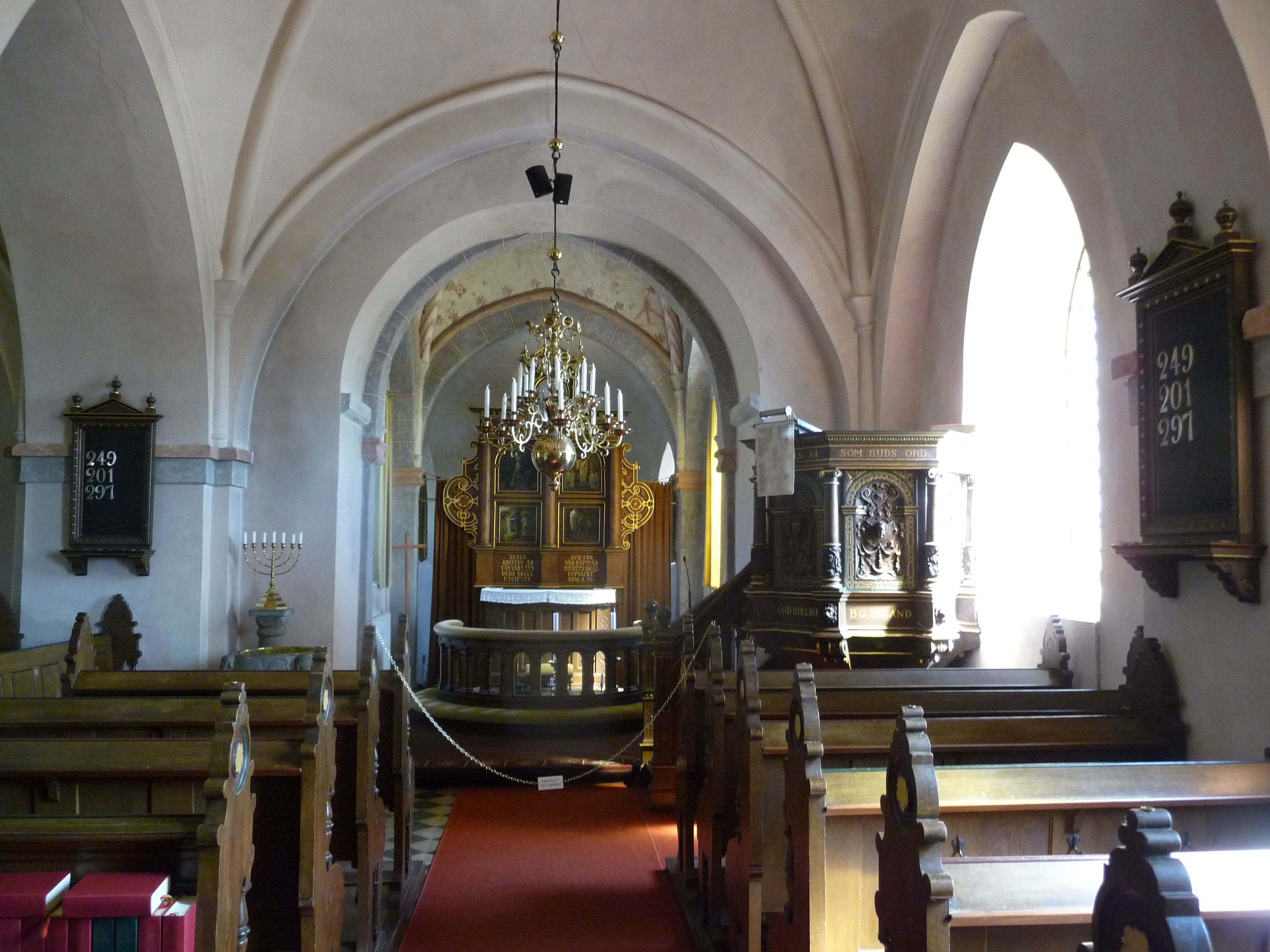
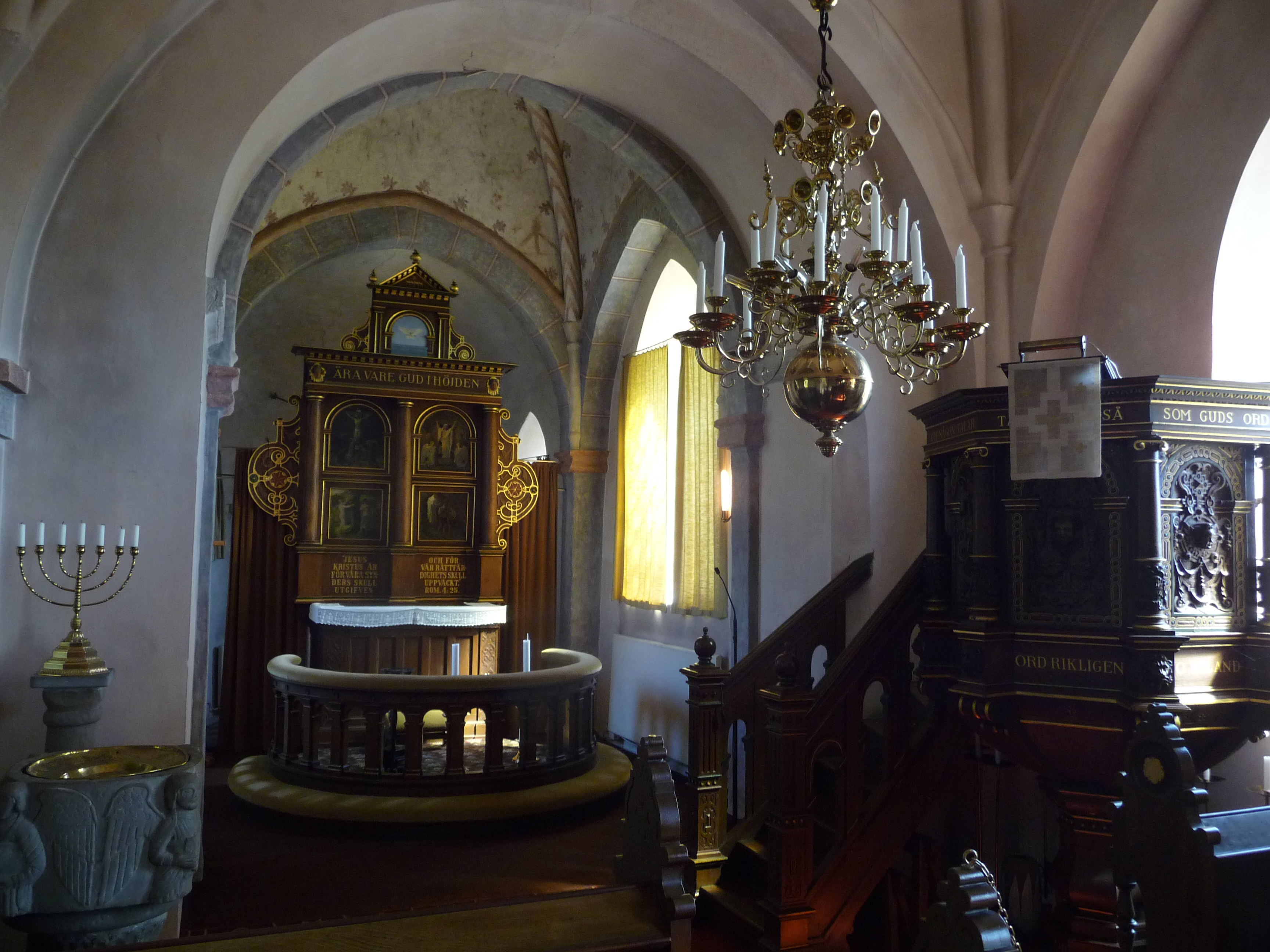
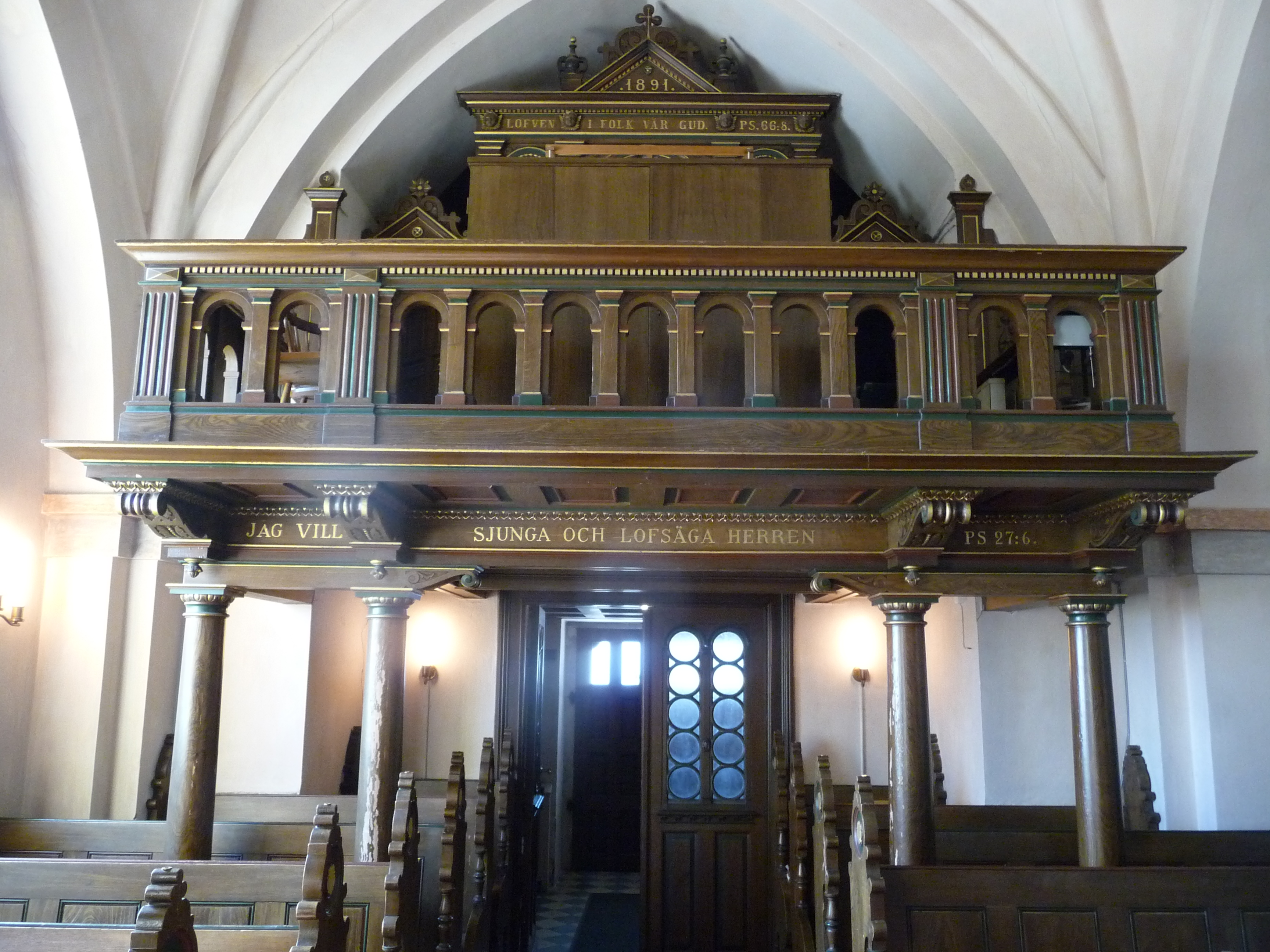
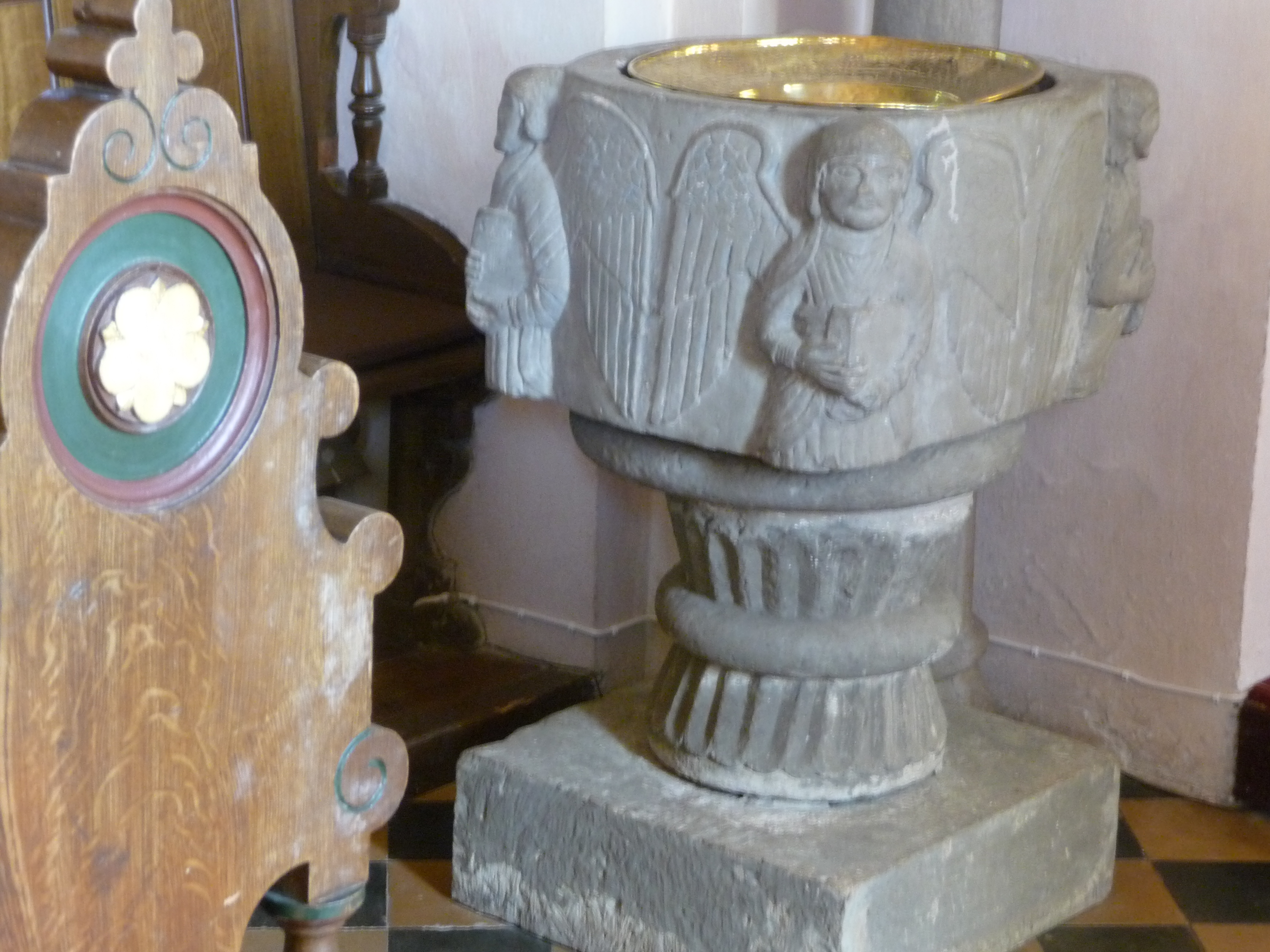
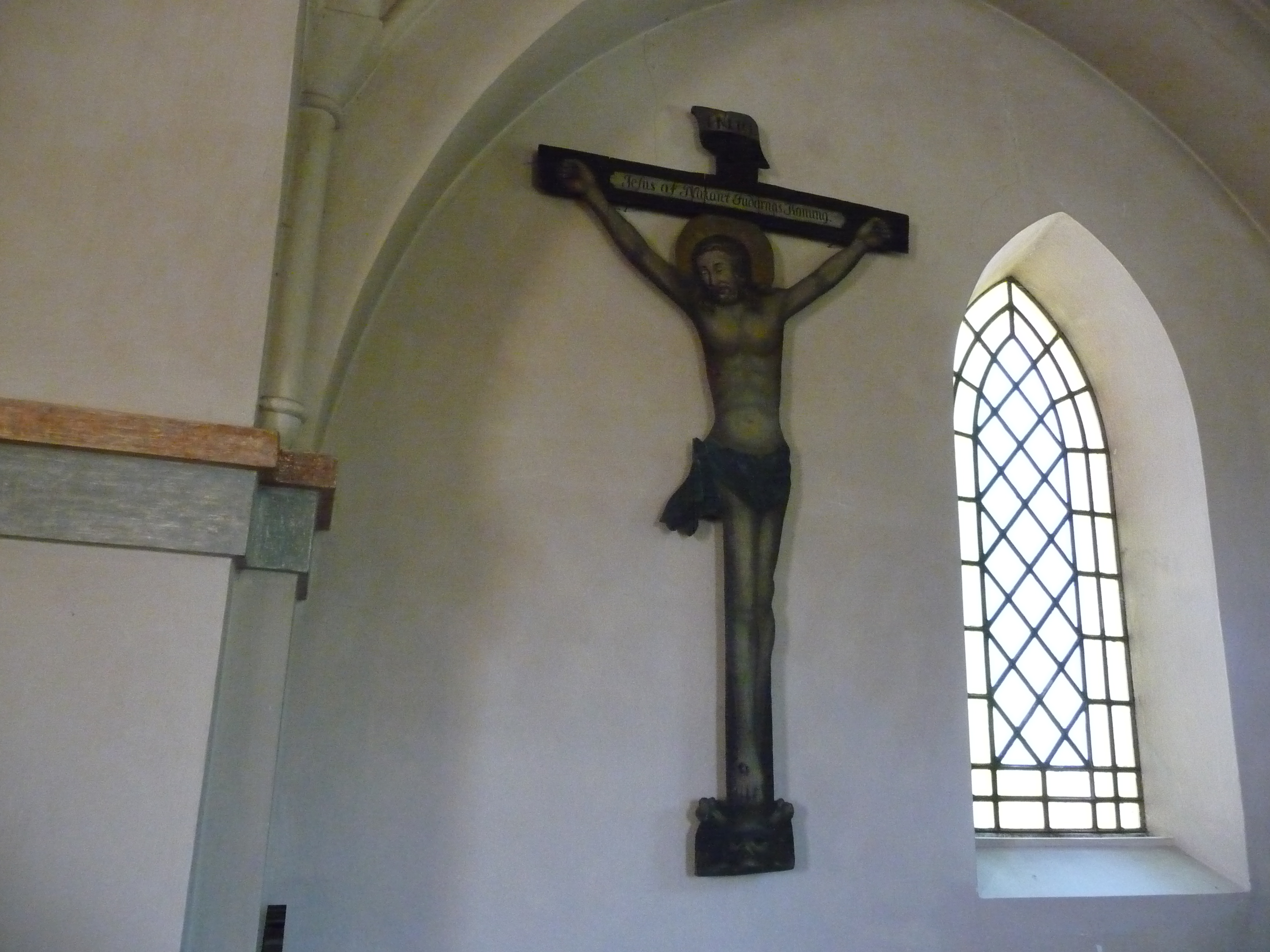